# Walter Chyzowych
Walter Chyzowych (Sambir, 20 aprile 1937 – Winston-Salem, 2 settembre 1994) è stato un calciatore e allenatore di calcio polacco naturalizzato statunitense.

## Biografia
Di etnia ucraina, Chyzowych nacque a Sambir, all'epoca parte della Polonia, terzo di tre fratelli: Ihor e Eugene, quest'ultimo divenuto anch'egli calciatore ed allenatore. Trasferitosi negli Stati Uniti d'America nel 1947, ove studiò presso la Temple University. Divenuto calciatore, giocò nella nazionale di calcio di quel paese e ne fu anche allenatore. Si sposò con una donna di nome Olga.
Il 2 settembre 1994 fu colpito da un attacco di cuore mentre giocava a tennis e successivamente venne dichiarato morto presso il North Carolina Baptist Hospital di Winston-Salem.

## Carriera

### Calciatore

#### Club
Dopo essersi formato calcisticamente nel Temple Owls, la rappresentativa calcistica della Temple University, Chyzowych militò in numerosi sodalizi statunitensi e canadesi, tra cui il Toronto City con cui vinse la Eastern Canada Professional Soccer League del 1964.
Vinse l'American Soccer League 1960-1961, 1961-1962, 1962-1963 e 1963-1964 con i Philadelphia Ukrainians, ottenendo nell'ultima stagione anche il titolo di capocannoniere con 15 reti.
Nella stagione 1965-1966 è al Newark Ukrainian Sitch con cui giunse al secondo posto, ottenendo il titolo di capocannoniere dell'American Soccer League con 27 reti.
Nella stagione stagione, in cui segnò undici reti, raggiunse la finale del torneo, perdendola contro il Baltimore St. Gerard's.
Nel 1967 fu ingaggiato dai Philadelphia Spartans, società militante in NPSL I. Con gli Spartans ottiene il secondo posto della Estern Division, non riuscendo così a classificarsi per la finale del campionato.
Lasciati gli Spartans tornò a giocare nelle serie inferiori americane.

#### Nazionale
Naturalizzato statunitense, Chyzowych indossò la maglia degli USA in tre occasioni, esordendo nella sconfitta per 10-0 contro Inghilterra.

### Allenatore
Chyzowych divenne l'allenatore del Philadelphia Textile, la rappresentativa calcistica della Thomas Jefferson University di Filadelfia, a partire dal 1961.
Nel 1976 diviene, tre anni dopo il fratello Eugene, allenatore della nazionale di calcio degli Stati Uniti d'America, incarico che manterrà sino al 1981.
Dal 1986 diviene l'allenatore dei Wake Forest Demon Deacons, squadra della Wake Forest University, mantenendo tale ingaggio sino alla morte avvenuta nel 1994.
Nel 1997 è inserito postumo nella National Soccer Coaches Association of America Hall of Fame.

## Statistiche

### Cronologia presenze e reti in nazionale
| Cronologia completa delle presenze e delle reti in nazionale ― Stati Uniti | Cronologia completa delle presenze e delle reti in nazionale ― Stati Uniti | Cronologia completa delle presenze e delle reti in nazionale ― Stati Uniti | Cronologia completa delle presenze e delle reti in nazionale ― Stati Uniti | Cronologia completa delle presenze e delle reti in nazionale ― Stati Uniti | Cronologia completa delle presenze e delle reti in nazionale ― Stati Uniti | Cronologia completa delle presenze e delle reti in nazionale ― Stati Uniti | Cronologia completa delle presenze e delle reti in nazionale ― Stati Uniti |
| Data                                                                       | Città                                                                      | In casa                                                                    | Risultato                                                                  | Ospiti                                                                     | Competizione                                                               | Reti                                                                       | Note                                                                       |
| -------------------------------------------------------------------------- | -------------------------------------------------------------------------- | -------------------------------------------------------------------------- | -------------------------------------------------------------------------- | -------------------------------------------------------------------------- | -------------------------------------------------------------------------- | -------------------------------------------------------------------------- | -------------------------------------------------------------------------- |
| 27-5-1964                                                                  | New York                                                                   | Stati Uniti                                                                | 0 – 10                                                                     | Inghilterra                                                                | Amichevole                                                                 | -                                                                          |                                                                            |
| 17-3-1965                                                                  | San Pedro Sula                                                             | Honduras                                                                   | 0 – 1                                                                      | Stati Uniti                                                                | Qual. Mondiali 1966                                                        | -                                                                          |                                                                            |
| 21-3-1965                                                                  | Tegucigalpa                                                                | Honduras                                                                   | 1 – 1                                                                      | Stati Uniti                                                                | Qual. Mondiali 1966                                                        | -                                                                          |                                                                            |
| Totale                                                                     |                                                                            | Presenze                                                                   | 3                                                                          |                                                                            | Reti                                                                       | 0                                                                          |                                                                            |

## Palmarès

### Calciatore
- Eastern Canada Professional Soccer League: 1

Toronto City: 1964
- American Soccer League: 4

Philadelphia Ukrainians: 1961, 1962, 1963, 1964

### Individuale
- Capocannoniere della ASL: 2

1964 (15 gol)
1966 (27 gol)